# Vlado Kerošević
Vlado Kerošević (Husino, Tuzla, 25. travnja 1955.) je hrvatski bosanskohercegovački kazališni glumac i redatelj.

## Životopis
Vlado Kerošević je diplomirao na Fakultetu dramskih umjetnosti u Beogradu 1978. godine u klasi profesora Minje Dedića. Nakon diplomiranja angažiran je u ansamblu Narodnog kazališta u Tuzli gdje je ostao do 1993. godine. Od 1999. godine radi kao profesor glume i govora na Akademiji dramskih umjetnosti u Tuzli. Trenutno je i dekan ove visokoškolske ustanove. 2002. godine osniva Teatar kabare Tuzla pri 1990-ih nastalom Hrvatskom teatru Soli, čiji je Kerošević inicijator i osnivač.
Po svom organizacijskom i programskom konceptu ovaj Teatar je kamerni i moderni kazališni mehanizam. Za nekoliko godina egzistiranja uspio je razviti se u repertoarsko kazalište.

## Predstave

### Predstave u produkciji Narodnog kazališta Tuzla
- (Posljednja ljubav Hasana Kaimije) - sezona 1979/80.
- (Školarište) - sezona 1979/80.
- (Zmaj I) - sezona 1979/80.
- Horvat - (U logoru) - sezona 1979/80.
- Vića - (Sumnjivo lice) - sezona 1979/80.
- (Alija Alijagić) - sezona 1980/81.
- Momčilo - (Prenočište) - sezona 1980/81.
- (Gospođa Ministarka) - sezona 1981/82.
- (Kraljevo) - sezona 1981/82.
- (Krik) - sezona 1981/82.
- (Mandragola) - sezona 1981/82.
- (Nema kralja da valja) - sezona 1983/84.
- (Šta je sobar vidio) - sezona 1983/84.
- Mik Terenoar - (Maturanti) - sezona 1983/84.
- Suvi - (Oganj i ljudi) - sezona 1983/84.
- Padsekaljnikov - (Samoubica) - sezona 1984/85.
- (Kuća oplakana) - sezona 1985/86.
- (Moj tata socijalistički kulak) - sezona 1985/86.
- (Svečana večera u pogrebnom preduzeću) - sezona 1985/86.
- (Odumiranje Međada) - sezona 1986/87.
- Husein-kapetan Gradaščević - (Zmaj od bosne) - sezona 1986/87.
- (Anfisa) - sezona 1987/88.
- (Brutov nož) - sezona 1987/88.
- (Rat i mir u grudi) - sezona 1987/88.
- (Derviš i smrt) - sezona 1988/89.
- Nečastivi - (Nečastveni na filozofskom fakultetu) - sezona 1989/90.
- (Posjeta stare dame) - sezona 1989/90.
- Milan - (Urnebesna tragedija) - sezona 1990/91.
- Vitez di Ripafratta - (Mirandolina) - sezona 1990/91.
- Kočkajrov - (Ženidba) - sezona 1991/92.
- Mujo - (Nevrijeme) - sezona 1991/92.
- (Koske '48) - sezona 1990/91.
- (Majka) - sezona 1992/93.

### Predstave u produkciji Teatra Kabare Tuzla
- Krešo - (Muž moje žene) -sezona 1998/1999.
- Pehlivan - (Hoću da se igram) -sezona 1998/1999.
- Hasan Kaimija - (Posljednja ljubav Hasana Kaimije) -sezona 1998/1999.
- Suljo - (Poslanik) -sezona 1999/2000.
- Beg - Pintorović - (Hasanaginica) -sezona 2000/2001.
- Ahmed Nurudin - (Derviš i smrt) -sezona 2001/2002.
- (Novi život) -sezona 2002/2003.
- Novinar lokalnog lista - (Ja načelnikov´ca) -sezona 2002/2003.
- Policajac - (Urnebesna tragedija) - 2002/2003.
- Mehmed paša - (Veliki vezir) -sezona 2004/2005.
- Šehaga Sočo - (Tvrđava) sezona 2007/2008.
- Poštar - (Totovi) -sezona 2009/2010.
- Karađoz - (Prokleta avlija) -sezona 2011/2012.

## Filmovi i serije
- Trag
- Nacionalna klasa
- Osma ofanziva
- Husinska buna
- Svetozar Marković
- Veselin Masleša
- Operacija Teodor
- Koze
- Dani AVNOJ-a
- Brisani prostor
- Priče iz fabrike
- Misija majora Atertona
- Ženska priča
- Rimski dan
- Ranjenik
- Krivda
- Stanica običnih vozova (1990.)
- Aleksa Šantić
- Remake (2003.)
- Crna hronika
- Dobro uštimani mrtvaci (2005.)
- Nepogodan za sva vremena
- Lud, zbunjen, normalan

## Vanjske poveznice
- Vlado Kerošević na IMDB
- Akademija dramskih umjetnosti Tuzla
- Stanica običnih vozova - film Nenada Dizdarevića
- Ludus (kazališne novine)[neaktivna poveznica]
- Magazin "Dani"  Arhivirana inačica izvorne stranice od 3. srpnja 2008. (Wayback Machine) - interviju s Vladom Keroševićem